# It Feels So Right
"It Feels So Right" es una canción del género rhythm and blues escrita por Ben Weisman y Fred Wise y grabada originalmente por Elvis Presley con coros proporcionados por The Jordanaires para su álbum de 1960, Elvis Is Back!.    y también para el EP Such A Night de ese mismo año.  Años más tarde la canción se incluyó en la banda sonora de la película Tickle Me de 1965 y RCA editó un EP con dichos temas.

## Historia
La canción fue escrita por Ben Weisman, compositor habitual de Presley, en colaboración con Fred Wise.   
En 1965, una canción titulada "(Such an) Easy Question", utilizada para la película de Presley de ese año Tickle Me, se combinó con "It Feels So Right" para el lanzamiento de un sencillo.  "(Such an) Easy Question" alcanzó el puesto número 11 en la lista de éxitos estadounidense Billboard Hot 100,  y "It Feels So Right" se posicionó en el número 55.  
El presupuesto para la película Tickle Me debía reducirse al máximo (aunque no los honorarios de Presley) ya que el estudio encargado de la producción Allied Artist Pictures se encontraba al borde de la quiebra, por lo que el mánager de Elvis, "el coronel" Tom Parker decidió no grabar nuevos tema y utilizar canciones ya editadas previamente, para que conformasen la banda sonora del film, entre los cuales estaba It Feels So Right.  
Elvis Presley grabó la canción el 20 de marzo de 1960 en el RCA Studio B de Nashville (Tennessee), durante su segunda sesión de grabación tras regresar de cumplir el servicio militar.  La sesión contó con la colaboración de Scotty Moore en la guitarra, Bob Moore en el bajo, Hank Garland en el bajo eléctrico, DJ Fontana y Buddy Harman en la batería y Floyd Cramer en el piano. Elvis Presley tocaba la guitarra y cantaba. Los coros fueron proporcionados por el grupo vocal The Jordanaires.   El máster de la canción se extrajo de la toma # 6. 

## Letra
La letra describe con sutil erotismo los sentimientos del protagonista al momento de estar en contacto íntimo con su pareja, cuando comienzan a besarse y abrazarse, lo que incita a que él llegue a la conclusión, que nada de lo que entre ellos surja puede resultar equivocado, ya que todo lo que hacen en su juego amoroso se siente tan bien. Esto motiva a que él desee y se plantee la posibilidad de permanecer junto a su chica el resto de su vida.
| There's something in the way you kiss That makes me want to hold you tight I know that nothing can't be wrong That feels so right.Each time we touch, you thrill me so It means so much, so much I can't let you go | Hay algo en la manera en la que tu besas Que me hace querer abrazarte estrechamente Yo sé que nada puede estar mal Eso se siente tan bienCada vez que nosotros nos tocamos, tu me emocionas tanto Esto significa mucho, mucho Yo no puedo dejarte ir |

## Escena del film
Elvis interpreta It Feels So Right en una escena en un pub donde él aparece cantando junto a una banda de músicos. La actuación incluye miradas e insinuaciones de seducción por parte del cantante a algunas de las mujeres del público, entre las que se encuentran la actriz Julie Adams en su rol de Vera Radford, las cuales aplauden apasionadamente al cantante a la vez que sus maridos muestran un notorio recelo.

## Posicionamiento en listas
| Listas (1965)        | Posición alcanzada |
| -------------------- | ------------------ |
| Keener               | 14                 |
| US Billboard Hot 100 | 55                 |

## Ediciones
- Elvis Is Back! (álbum) RCA 1960
- Such A Night (EP) RCA Victor 1960 [4]
- (Such An) Easy Question  (Sencillo) RCA 1965
- From Nashville To Memphis - The Essential 60's Masters (Colección) RCA 1993 [10]